# Terrapene
Le tartarughe scatola (Terrapene Merrem, 1820) sono un genere di tartarughe della famiglia degli emididi capaci di richiudersi completamente nel proprio guscio grazie a un piastrone doppiamente articolato.

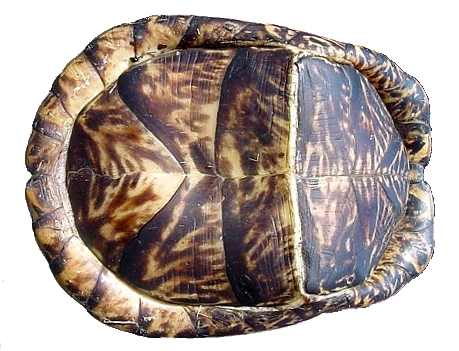
Articolazioni del piastrone di una tartaruga scatola.

## Tassonomia
- Terrapene carolina (Linnaeus, 1758) – tartaruga scatola comune
  - T. c. carolina (Linnaeus, 1758) – tartaruga scatola orientale
  - T. c. bauri Taylor, 1895 – tartaruga scatola della Florida
  - T. c. major (Agassiz, 1857) – tartaruga scatola della Costa del Golfo
  - T. c. mexicana (Gray, 1849) – tartaruga scatola Messicana
  - T. c. triunguis (Agassiz, 1857) – tartaruga scatola tridattila
  - T. c. yucatana (Boulenger, 1895) – tartaruga scatola dello Yucatan
- Terrapene coahuila Schmidt & Owens, 1944 – tartaruga scatola acquatica
- Terrapene nelsoni Stejneger, 1925 – tartaruga scatola punteggiata
  - T. n. nelsoni Stejneger, 1925 – tartaruga scatola punteggiata meridionale
  - T. n. klauberi Bogert, 1943 – tartaruga scatola punteggiata settentrionale
- Terrapene ornata (Agassiz, 1857) – tartaruga scatola occidentale
  - T. o. ornata (Agassiz, 1857) – tartaruga scatola ornata
  - T. o. luteola Smith & Ramsey, 1952 – tartaruga scatola del deserto